# روح المكان
«روح المكان» تشير إلى الجوانب الفريدة والمميزة والعزيزة للمكان؛ في كثير من الأحيان يحتفل بها الفنانون والكتاب، وأيضا أولئك الذين يعتزون بالحكايات الشعبية والمهرجانات والاحتفالات. إنها كذلك في نسيج الثقافة غير المرئي ( القصص، الفن، الذكريات، المعتقدات، التاريخ، الخ.) كما هو الحال في الجوانب المادية الملموسة للمكان (الآثار، والحدود، والأنهار، والغابات، والنمط المعماري، وأنماط الحرف الريفية والمسارات والآراء وما إلى ذلك) أو جوانبها الشخصية (وجود الأقارب والأصدقاء والأرواح العينية وما شابه).
كان المصطلح الروماني لروح المكان هو Genius loci ، والذي لا يزال يُشار إليه أحياناً. غالباً ما كان يتصور هذا التاريخ كحيوان وصي أو كائناً خارقًا صغيراً (عفريت، جنية، قزم، وما شابه) أو شبحاً. في العالم المتقدم، تم التخلص من هذه المعتقدات. ومع ذلك، نشأت طبقة جديدة من الخرافات الأقل تجسيداً حول هذا الموضوع مثل خطوط لاي، وفينج شوي ومفاهيم مماثلة، من ناحية، ومساحات بقايا حضرية، مثل الأزقة الخلفية أو الفجوات بين المباني في بعض وسط أمريكا الشمالية المناطق، من ناحية أخرى. 
غالبًا ما تهتم الحركات الثقافية الغربية للرومانسية والرومانسية الجديدة بخلق أشكال ثقافية تعيد سحر الأرض، من أجل تأسيس أو إعادة بناء روح المكان. 
اكتشف فن الأرض الحديث (الذي يطلق عليه أحيانًا فن البيئة) مثل أندي جولدسوورثي مساهمة النحت الطبيعي في روح المكان.  
العديد من الثقافات الأصلية والقبلية في جميع أنحاء العالم تشعر بقلق عميق مع روح المكان في المناظر الطبيعية.  أرواح المكان معترف بها صراحة من قبل بعض الديانات الرئيسية في العالم: الشنتو لديها كامي التي قد تتضمن روح المكان؛ المسيحية لها أرواح مكان في جوقات ملائكية من السيادات والإمارات، والهندوسية، وفاجرايانا وتقاليد بونبو.

## ندوات حول روح المكان
بين عامي 1988 و 1993 ، أنتج عالم النفس البيئي جيمس سوان وروبرتا سوان في الولايات المتحدة واليابان خمس ندوات عن روح المكان السنوية. سعت البرامج لاستكشاف العلاقة بين الحكمة القديمة حول أهمية الإحساس أو روح المكان، والعلوم الحديثة والتصميم. البرامج التي عقدت في ديفيس، كاليفورنيا؛ نعمة الكاتدرائية، منتزه ميسا فيردي الوطني بسان فرانسيسكو؛ تينري، اليابان؛ وسان رافائيل، كاليفورنيا - شارك فيه أكثر من 350 متحدثًا، بمن فيهم العلماء والمصممون وممثلو الثقافات الأصلية. كما شملت الحفلات الموسيقية التي قام بها بول هورن وآنا هالبرين وستيفن هالبيرن ور آر كارلوس ناكاي. جذبت البرامج الخمسة جمهوراً بلغ 10,000، وظهرت على شاشة التلفزيون الوطني في الولايات المتحدة واليابان. كانت ندوة عام 1992 التي عقدت في تينري باليابان، أكبر مؤتمر بيئي في اليابان في ذلك العام. ممثلون عن 20 قبيلة هندية أمريكية مختلفة، عينو، إنويت، السكان الأصليون، والثقافات الأفريقية التقليدية كانوا متحدثين في هذه السلسلة. يقدم اثنان من المختارات التي حررها جيمس وروبرتا سوان، (The Power of Place (Quest ، 1991 وحوارات مع الأرض الحية (Quest ، 1996) مجموعة مختارة من العروض التقديمية في ندوات روح المكان.

## روابط خارجية
- "Quebec Declaration on the Preservation of Spirit of Place" (PDF). مؤرشف من الأصل (PDF) في 2012-02-14.
- "How to create an ABC of place". مؤرشف من الأصل في 2012-02-04.
- أرضية مشتركة (المملكة المتحدة)